# Gertrude di Nivelles
Gertrude di Nivelles (Landen, 626 circa – Nivelles, 17 marzo 664) è stata una badessa franca, una delle figlie di Pipino di Landen, maggiordomo di Austrasia.
Era la figlia più giovane di Pipino di Landen, figlio di Carlomanno, maggiordomo di palazzo in Neustria per il re Clotario II, e di sua moglie Itta. Inoltre era la sorella di santa Begga.

## Biografia

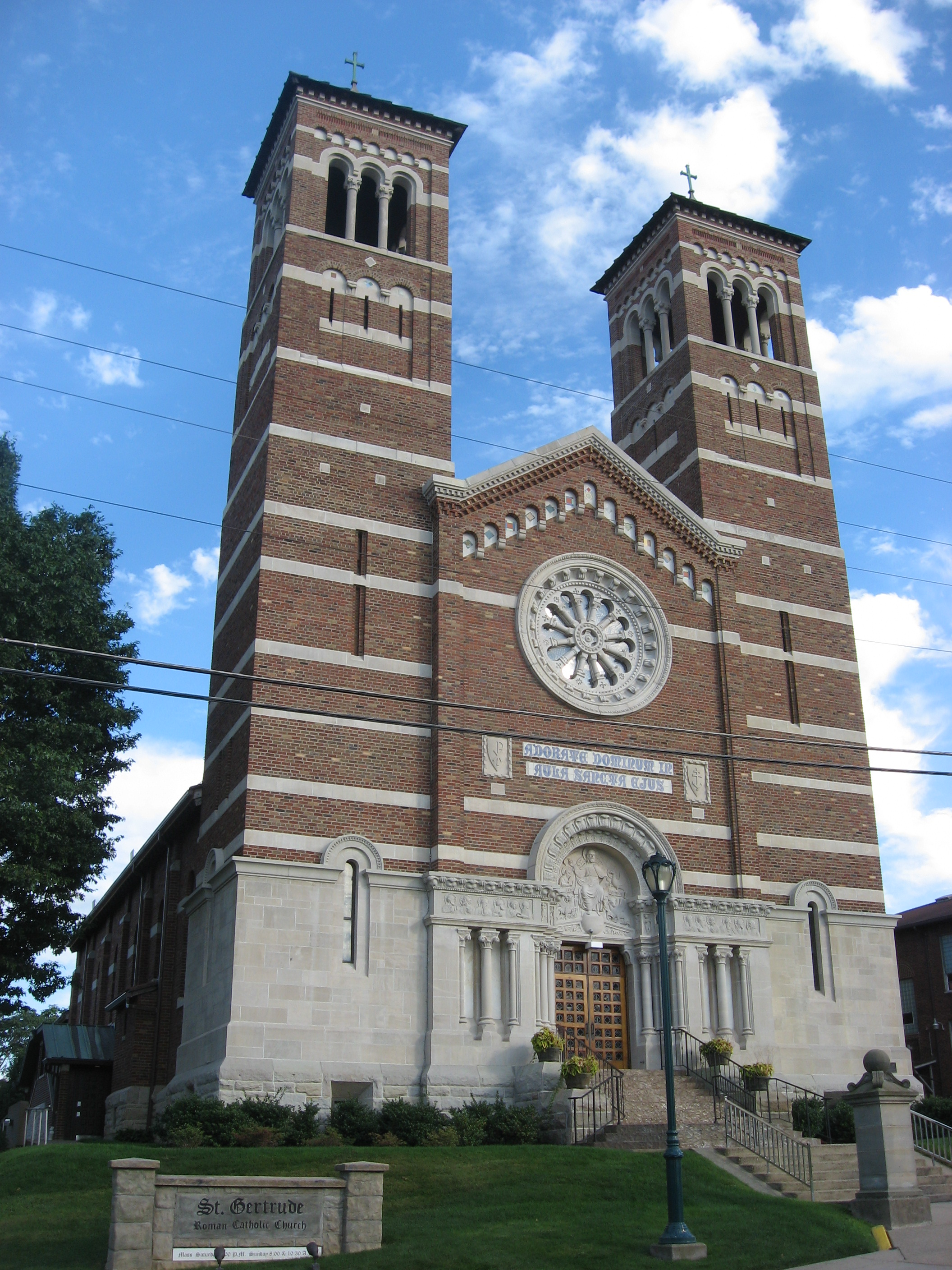
La chiesa dedicata a Santa Gertrude a Vandergrift.

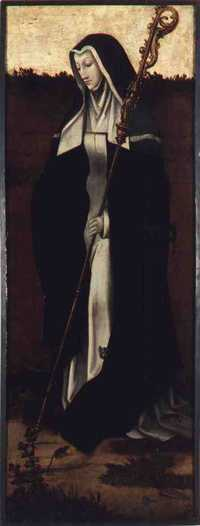
Dipinto del XVI secolo

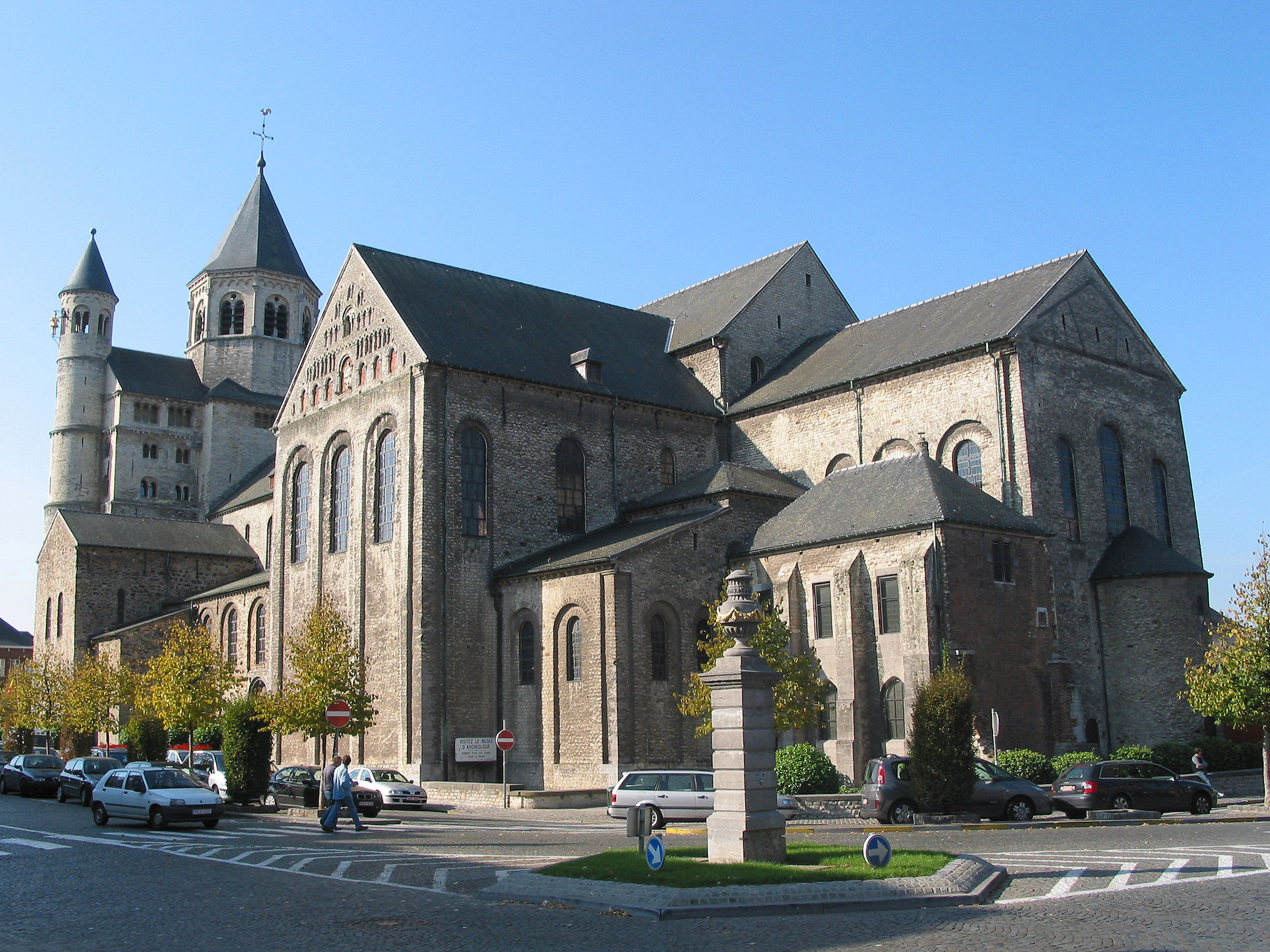
Collegiata del convento di Santa Gertrude a Nivelles

Negli Annales Xantenses viene definita: Gertrude vergine santa. Inoltre, alla morte di suo padre, Pipino, nel 647, la madre, Itta, nel 650, edificò il monastero di Nivelles, dove, su consiglio di Amando di Maastricht, si ritirò divenendo monaca. Anche Gertrude decise di farsi religiosa e seguire la madre, secondo gli Annales Mettenses Priores, respingendo anche la proposta di matrimonio del re di Austrasia, Dagoberto II.
Il monastero fondato dalla madre era un monastero doppio, con un'ala maschile e una femminile, sottoposto all'autorità della badessa. Itta ne divenne la prima badessa, però, secondo un'altra versione, avrebbe rinunciato a tale dignità a favore della figlia Gertrude (che comunque le sarebbe succeduta alla sua morte, nel 657), che anche secondo gli Annales Marbacenses, era entrata nel convento della madre, Itta.
La cultura ebbe notevole impulso dalla sua gestione: fece arrivare da Roma numerosi manoscritti e chiamò dall'Irlanda molti monaci dotti come san Foillano, che rimase a Nivelles per educare i monaci, e il fratello di questi sant'Ultano, che si dedicò anche all'evangelizzazione delle vicine terre germaniche, ancora pagane.
Si dedicò allo studio e alla contemplazione: la tradizione la vuole mistica e destinataria di visioni.
Morì ancora giovane, secondo gli Annales Xantenses, nel 664, e venne acclamata subito come santa.

## Culto
Il suo culto ebbe una rapida diffusione, soprattutto nei Paesi Bassi e in Inghilterra.
Nelle rappresentazioni iconografiche, santa Gertrude indossa l'abito monastico e tiene in mano un pastorale, simbolo dell'autorità di badessa; inoltre è abitualmente raffigurata con uno o più topi, poiché era considerata la protettrice contro le invasioni di ratti.
Forse in relazione a ciò, è anche considerata patrona dei gatti.
Memoria liturgica il 17 marzo.
I suoi resti sono conservati in un reliquiario nella collegiata di Santa Gertrude.

### Fonti primarie
- (LA)  Annales Xantenses.
- (LA)  Annales Marbacenses.
- (LA)  Annales Mettenses Priores.

### Letteratura storiografica
- Cesare Calino, Riflessi Istorici, e Morali presentati alle Illustriss. e Religiosiss. Sig. Le Monache di S. Maria degli Angioli di Verona, sopra Alcuni Santi dell' Ordine di S. Benedetto da Cesare Calino Della Compagnia di Gesù, Venezia, Gio. Battista Recurti, 1725, pp. 253-261.
- Christian Pfister, La Gallia sotto i Franchi merovingi. Vicende storiche, in Storia del mondo medievale, II, Milano, Garzanti, 1999,  pp. 688-711. (Traduzione italiana di: The Cambridge Medieval History, Cambridge University Press, Cambridge, 1913).